# Le Martyre de Cordelia
Le Martyre de Cordelia est le 2e épisode de la saison 3 de la série télévisée Angel.

## Synopsis
Cordelia a une douloureuse vision d'une pièce avec un trou en son milieu et d'une bête griffue. Alors qu'elle se remet, elle s'aperçoit qu'elle a des marques de griffures sur son ventre. Angel, Wesley et Gunn partent récupérer la pièce tandis que Fred raccompagne Cordelia chez elle. Chez Wolfram & Hart, Lilah Morgan et Gavin Park sont désormais contraints de travailler ensemble mais ont de profonds désaccords. Cordelia a une nouvelle vision et s'évanouit. Angel s'inquiète de l'état de santé de Cordelia, se demandant pourquoi les Puissances supérieures lui infligent des visions si douloureuses. Toute l'équipe cherche des informations sur le sujet et Angel récupère une clé qui va avec la pièce. Mais c'est en fait un jeune homme travaillant pour Lilah Morgan qui envoie une nouvelle vision (d'un feu) à Cordelia, qui est cette fois brûlée au visage et aux bras. Lorne, qui était en contact avec Cordelia à ce moment, apprend au groupe que c'est Wolfram & Hart qui est l'origine de ces visions.
Angel se rend chez Wolfram & hart et Lilah lui annonce qu'il doit, avec la clé et la pièce, libérer une personne d'une dimension démoniaque sans quoi les visions de Cordelia continueront à s'aggraver. De retour à l'hôtel Hyperion, Wesley insère la clé dans le trou de la pièce et Angel se retrouve aussitôt projeté dans une autre dimension. Il y rencontre un démon nommé Skip qui garde un prisonnier. Skip, qui semble très affable, affirme à Angel que son prisonnier est un monstre dangereux mais ils finissent par se battre et Angel, après avoir assommé Skip, libère le prisonnier. Après être rentré avec lui, un échange est organisé avec Lilah : le prisonnier lui est livré et Angel tue l'homme qui envoyait les visions à Cordelia avant de menacer de mort Lilah. Angel réconforte ensuite Cordelia qui se sent responsable.
Au Honduras, Darla rencontre un chaman pour qu'il la débarrasse de son bébé mais le chaman échoue. Darla se décide alors à partir voir Angel.